# Rosa Rolanda
Rosemonde Cowan Ruelas, nota anche con lo pseudonimo di Rosa Rolanda o Rose Rolando o Mrs. Miguel Covarrubias (Azusa, 6 settembre 1895 – Città del Messico, 25 marzo 1970), è stata una pittrice, fotografa e ballerina statunitense.
Insieme a Lee Miller, rappresentò un'avanguardia del surrealismo negli Stati Uniti ed è stata definita come un'artista "multidisciplinare" e rilevante della storia dell'arte messicana del XX secolo.

## Biografia

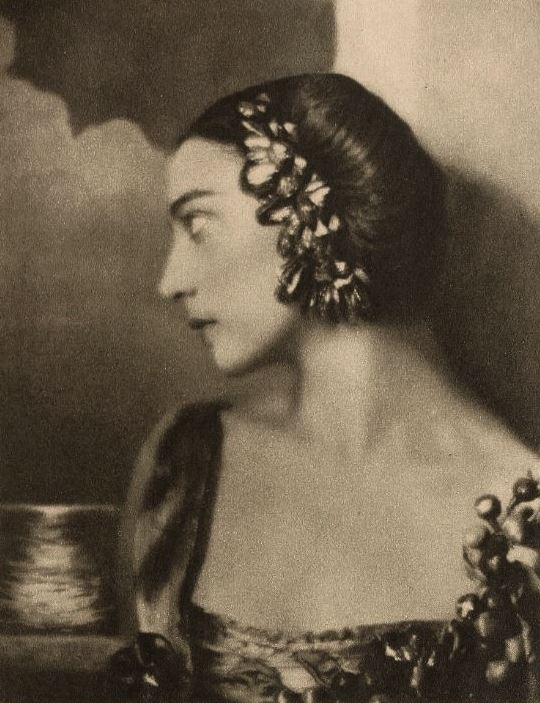
Rosa Rolanda ritratta nel numero di febbraio 1923 della rivista Shadowland.

Rolanda nacque ad Azusa, California, nel 1895. Suo padre, Henry Charles Cowan, era un ingegnere di origini scozzesi e sua madre, Guadalupe Ruelas, era di origini messicane. Rolanda iniziò la sua carriera artistica a New York nel 1916 come ballerina. Si esibì in diversi varietà di Broadway e andò in tournée in Europa con le Ziegfeld Follies. Entrò in contatto con l'artista messicano Miguel Covarrubias nel 1923 e l'anno successivo la coppia si recò in Messico, dove Rolanda iniziò a scattare fotografie. Insieme viaggiarono in diverse località mondiali alla fine degli anni '20. Gli album dei suoi scatti sarebbero stati pubblicati nei best seller di Covarrubias Island of Bali (1937) e Mexico South: Isthmus of Tehuantepec (1946), e il suo lavoro fu anche presentato nel numero "Ameridinian" del giornale DYN di Wolfgang Paalen, pubblicato nel 1943.
Durante la fine degli anni '20 o l'inizio degli anni '30, Rolanda sperimentò con i fotogrammi, creando serie significative di autoritratti surrealisti che potrebbero essere stati influenzati da Man Ray, il quale fotografò Rolanda a Parigi nel 1923, o dalla visita a Parigi col marito nel settembre '26. Era stata modella anche per altri artisti, tra cui i fotografi Edward Weston, in vesti tradizionali centroamericane, e Tina Modotti, e il pittore Roberto Montenegro.
Probabilmente iniziò a dipingere intorno al 1926, dopo il viaggio a Parigi. La maggior parte delle tele di Rolanda raffigura scene colorate e folcloristiche di bambini e feste, ritratti di amici come le attrici del cinema Dolores del Río e María Félix, e autoritratti. Le sue opere traevano ispirazione anche dalla cultura materiale mesoamericana.
Rolanda e Covarrubias si sposarono nel 1930, viaggiarono ancora, anche in compagnia dell'attrice Claudette Colbert, occasioni in cui Rolanda ebbe modo di dedicarsi alla fotografia. Nel 1935 si stabilirono definitivamente nella casa di famiglia a Tizapán el Alto, vicino a Città del Messico. In questo periodo ospitò numerosi caratteristici rinfreschi, si intrattenne con artisti quali Frida Kahlo, Diego Rivera e María Félix che la incoraggiarono a dipingere e realizzò numerosi ritratti dei suoi amici, il primo dei quali fu quello dell'attrice messicana Dolores del Río. Tra il 1945 e il 1952 produsse una serie di autoritratti con una simile figura tetra. Nel 1952 Rolanda espose i suoi dipinti in una mostra personale presso l'importante Galeria Souza a Città del Messico.
Nel 1952, Covarrubias si separò da Rolanda, iniziando una relazione con una delle sue studentesse, Rocío Sagaón. In questo frangente Rolanda produsse opere, come Autorretrato, che riportavano su tela i suoi più intimi turbamenti. Dopo la morte dell'ex marito, Rolanda rimase vicina ad amici quali Georgia O'Keeffe, John Huston, Mary e Nelson Rockefeller, e l'architetto Luis Barragan.
Morì nel 1970 a Città del Messico, in Messico. Barragan fu il solo erede e detentore delle sue opere, in parte esposte all'Acervo Museo Blaisten.

## Filmografia
- L'uccello azzurro (The blue bird), regia di Maurice Tourneur (1918)
- L'eterna tentatrice (Woman), regia di Maurice Tourneur (1918)